# Rondaman
Rondaman is een bestuurslaag in het regentschap Padang Lawas Utara van de provincie Noord-Sumatra, Indonesië. Rondaman telt 642 inwoners (volkstelling 2010).